# Cryphia albipuncta
Cryphia albipuncta är en fjärilsart som beskrevs av George Francis Hampson 1894. Cryphia albipuncta ingår i släktet Cryphia och familjen nattflyn. Inga underarter finns listade i Catalogue of Life.